# Pěchava vápnomilná
Pěchava vápnomilná (Sesleria caerulea) je tráva z čeledi lipnicovité (Poaceae). Tvoří husté trsy dorůstající výšky asi 10 cm (až 50 cm s květenstvím). Listy jsou šedě zelené až namodralé, široké 0,3 cm a dlouhé 25 cm. Kvete brzy z jara, od března do května. Klásky jsou v krátkém válcovitém lichoklasu, fialové až ocelově modré, na stéblech vysokých až 40 cm.
Roste na suchých stráních, skalách, ve světlých borech, především na vápenci, v České republice v pásmu od pahorkatin do podhůří.
Je to druh v Evropě původní. V Česku se vyskytuje roztroušeně, především v severních a středních Čechách, hojněji na jižní Moravě, objevuje se také v karpatské oblasti. V jižní Evropě roste až do alpínského stupně.
Vysazuje se na skalkách a vřesovištích pro dekorativní účely.

## Galerie

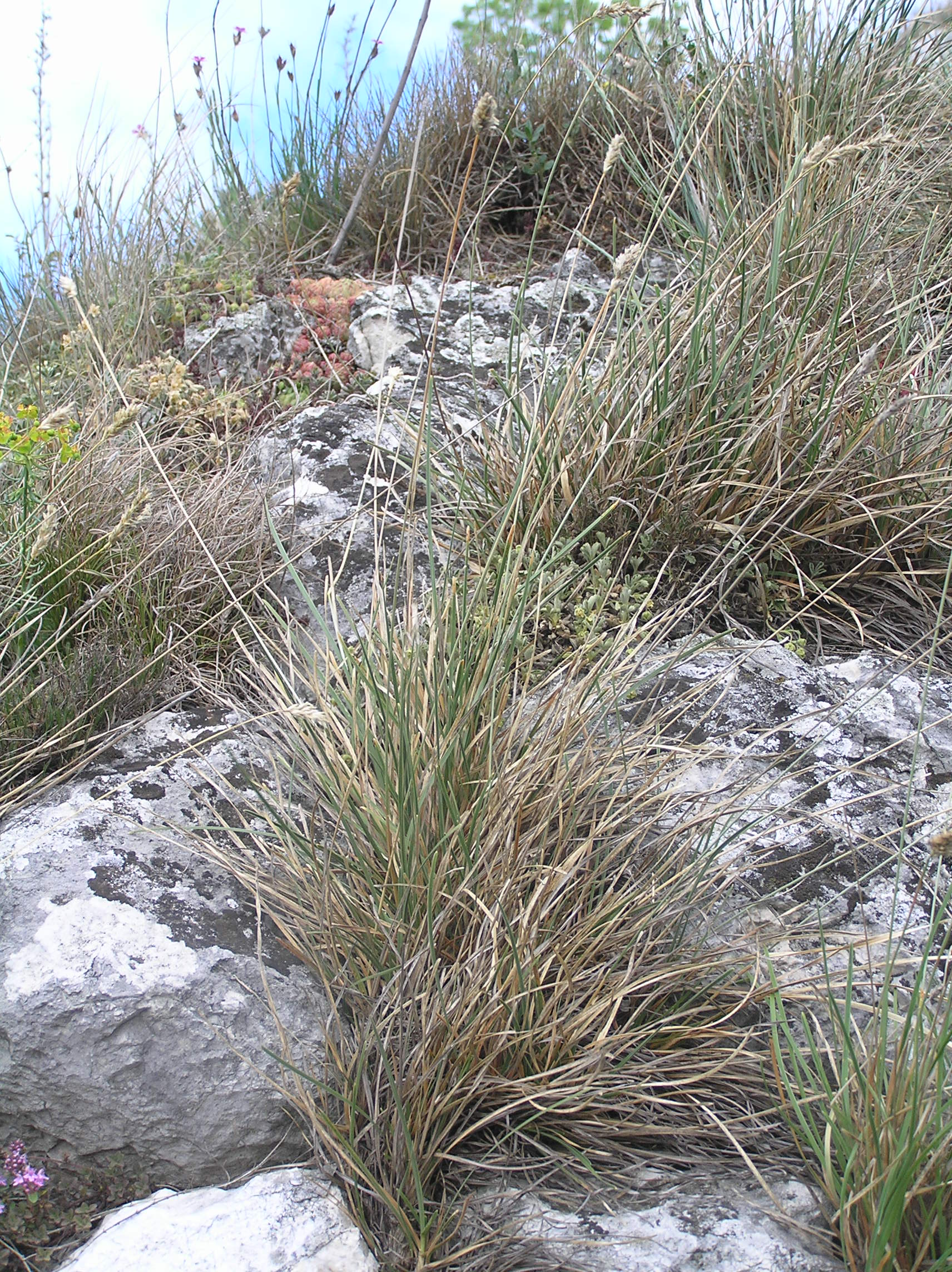
Pěchava vápnomilná na vápencové skále
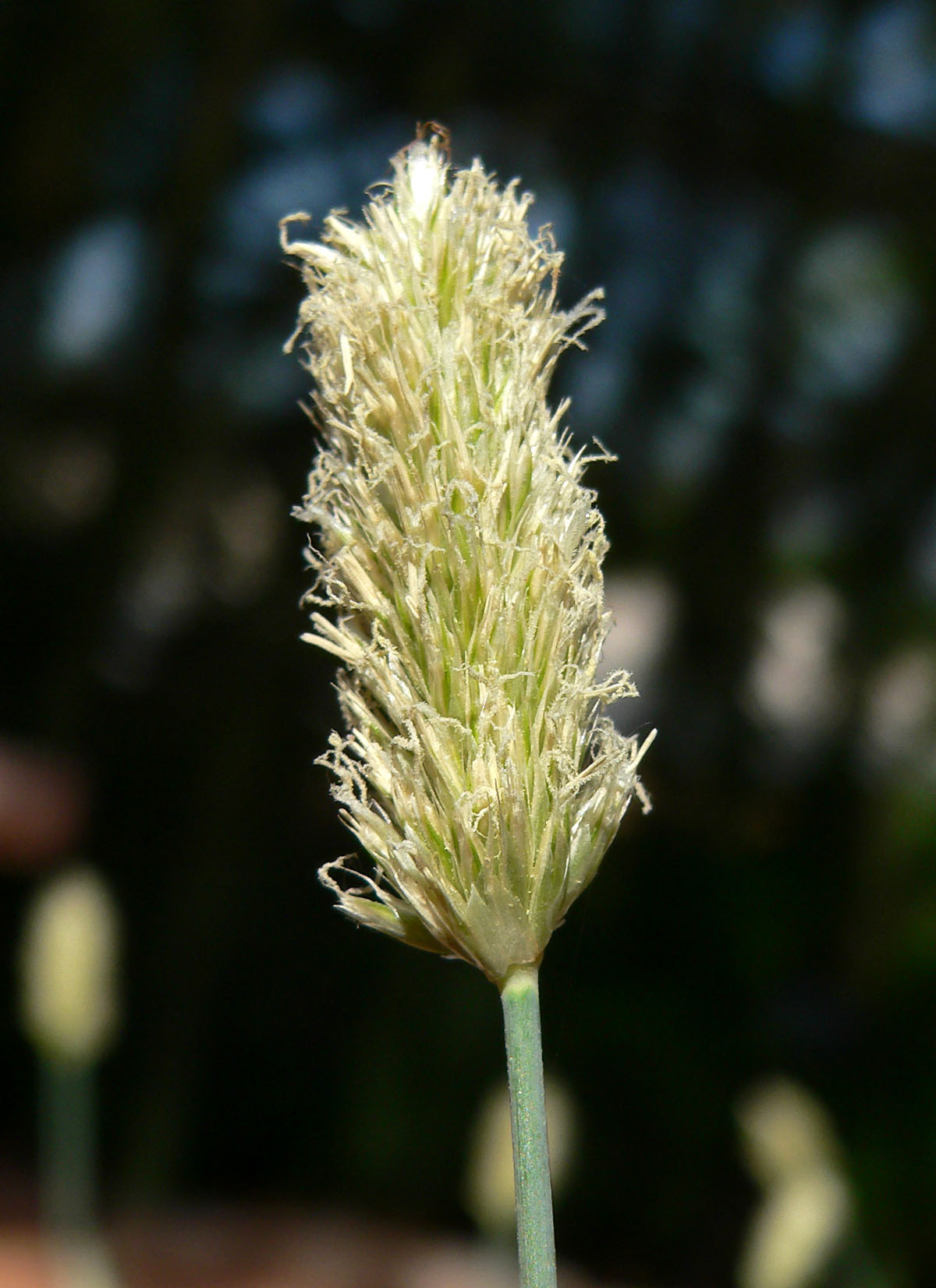
Detail květenství pěchavy vápnomilné
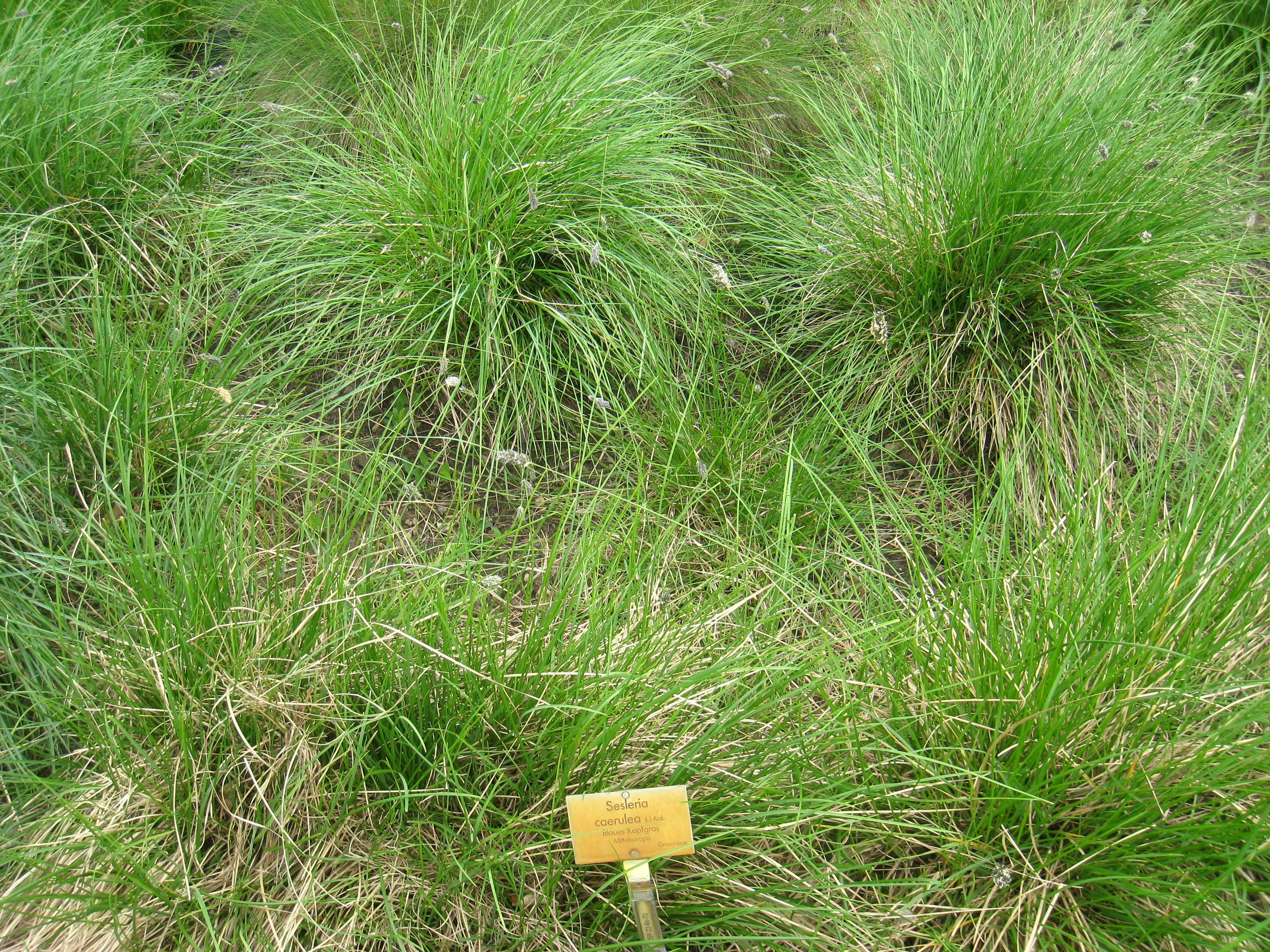
Pěchava vápnomilná - Botanická zahrada Berlín
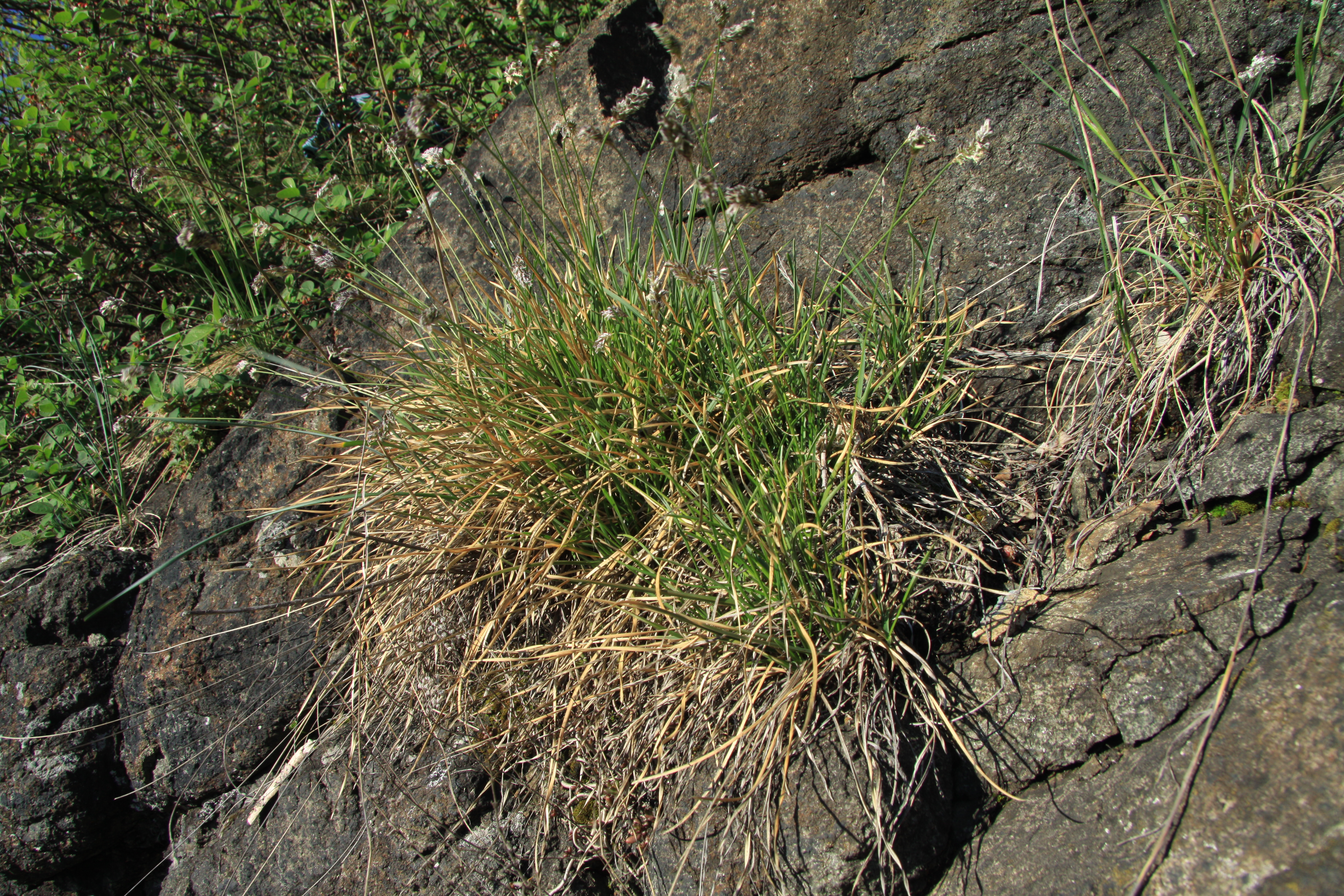
Pěchava vápnomilná na území přírodní památky Kalvárie v Motole